# Keisuke Hada
Ne doit pas être confondu avec l'écrivain Keisuke Hada.
Keisuke Hada (羽田 敬介, Hada Keisuke) est un footballeur japonais né le 20 février 1978.